# Чемпионат Европы по фехтованию 2001
Чемпионат Европы по фехтованию 2001 года прошёл с 3 по 8 июня в Кобленце (Германия). Поединков за третье место в индивидуальном первенстве не проводилось; бронзовые медали получали оба спортсмена, проигравшие полуфинальные бои.

## Общий медальный зачёт
| Место | Страна   | Золото | Серебро | Бронза | Всего |
| ----- | -------- | ------ | ------- | ------ | ----- |
| 1     | Италия   | 3      | 3       | 1      | 7     |
| 2     | Россия   | 3      | 2       | 1      | 6     |
| 3     | Германия | 2      | 2       | 2      | 6     |
| 4     | Венгрия  | 2      | 1       | 6      | 9     |
| 5     | Беларусь | 1      | 0       | 0      | 1     |
| 6     | Украина  | 1      | 0       | 1      | 2     |
| 7     | Франция  | 0      | 2       | 1      | 3     |
| 8     | Польша   | 0      | 1       | 2      | 3     |
| 9     | Бельгия  | 0      | 1       | 0      | 1     |
| 10    | Румыния  | 0      | 0       | 2      | 2     |
| 10    | Эстония  | 0      | 0       | 2      | 2     |
| Всего | Всего    | 12     | 12      | 18     | 42    |

## Медалисты

### Мужчины
| Дисциплина                  | Золото                                                                            | Серебро                                                                     | Бронза                                                                       |
| --------------------------- | --------------------------------------------------------------------------------- | --------------------------------------------------------------------------- | ---------------------------------------------------------------------------- |
| Шпага Личное первенство     | Виталий Захаров                                                                   | Паоло Миланоли                                                              | Кайдо Кааберма Павел Колобков                                                |
| Шпага Командное первенство  | Украина · Максим Хворост · Александр Горбачук · Дмитрий Карюченко · Дмитрий Чумак | Германия · Йёрг Фидлер · Михаэль Флеглер · Фабиан Шмидт · Даниэль Штригель  | Франция · Франц Филипп · Бенуа Жанвье · Седрик Пиллак · Эрик Буасс           |
| Рапира Личное первенство    | Симоне Ванни                                                                      | Адам Кшесиньский                                                            | Ральф Биссдорф Аттила Юхас                                                   |
| Рапира Командное первенство | Германия · Доминик Бер · Ральф Биссдорф · Марк Пишон · Кристиан Шлехтвег          | Бельгия · Седрик Гои · Пьер Алю · Марко Фалькетто · Жан-Батист ван Эсхандер | Польша · Войцех Шухницкий · Адам Кшесиньский · Славомир Моцек · Томаш Цеплый |
| Сабля Личное первенство     | Станислав Поздняков                                                               | Жюльен Пийе                                                                 | Михай Ковалю Жолт Немчик                                                     |
| Сабля Командное первенство  | Россия · Сергей Шариков · Алексей Фросин · Станислав Поздняков · Алексей Дьяченко | Франция · Жюльен Пийе · Фабрис Газен · Николя Лопес · Борис Сансон          | Венгрия · Доминикош Ферьянчик · Жолт Немчик · Кенде Фодор · Балас Лендьель   |

### Женщины
| Дисциплина                  | Золото                                                                                | Серебро                                                                        | Бронза                                                                      |
| --------------------------- | ------------------------------------------------------------------------------------- | ------------------------------------------------------------------------------ | --------------------------------------------------------------------------- |
| Шпага Личное первенство     | Ильдико Минца                                                                         | Татьяна Фахрутдинова                                                           | Хайналька Кирай Хейди Рохи                                                  |
| Шпага Командное первенство  | Венгрия · Адриенн Хормай · Хайналька Кирай · Хайналька Тот · Ильдико Минца            | Россия · Татьяна Фахрутдинова · Анна Сивкова · Мария Мазина · Татьяна Логунова | Украина · Ева Выборнова · Анна Гарина · Ольга Партала · Наталья Грузинская  |
| Рапира Личное первенство    | Валентина Веццали                                                                     | Джованна Триллини                                                              | Забине Бау Эдина Кнапек                                                     |
| Рапира Командное первенство | Италия · Валентина Веццали · Диана Бьянкеди · Джованна Триллини · Маргерита Гранбасси | Венгрия · Эдина Кнапек · Каталин Варга · Аида Мохамед · Габриэлла Лантош       | Румыния · Роксана Скарлат · Река Сабо · Кристина Шталь · Клаудия Григореску |
| Сабля Личное первенство     | Елена Нечаева                                                                         | Зандра Бенад                                                                   | Илария Бьянко Орсойа Надь                                                   |
| Сабля Командное первенство  | Германия · Зандра Бенад · Зюзанне Кёниг · Штефани Кюбисса · Забине Тильтгес           | Италия · Илария Бьянко · Рамона Каталета · Джойа Марцокка · Алессия Тоньолли   | Польша · Катаржина Кузняк · Александра Соха · Ирена Венцковска ·            |